# 西园寺嬉子
西園寺嬉子（さいおんじ きし、藤原嬉子（ふじわら の きし）、中宮嬉子、1252年（建長4年）—1318年5月26日（文保2年四月廿五）），鎌倉時代龜山天皇中宮。女院号今出川院（いまでがわいん、今出河院）。
太政大臣西園寺公相之女。生母為大外記中原師朝之女。同母兄太政大臣西園寺實兼。入宮后，為叔母西園寺姞子（大宮院，後嵯峨天皇中宮、後深草、龜山天皇生母）的猶子。
弘長元年（1261年）6月，10歳入宮，受女御宣下，同年8月冊立中宮。先立的中宮洞院佶子為皇后。佶子受天皇的寵愛，文永4年（1267年），西園寺公相去世，文永5年12月（1269年1月）受院号今出川院，弘安6年（1283年）出家，法名佛性覺。文保2年（1318年），67歳時崩御。